# Trogonoptera brookiana
Trogonoptera brookiana is een vlinder uit de familie pages (Papilionidae). 

## Kenmerken
De vleugels van het vrouwtje hebben een witte vlek op het uiteinde van de voorvleugels en een rij witte vlekjes aan de achtervleugels. De spanwijdte bedraagt ongeveer 100 tot 150 millimeter. 

## Leefwijze
De waardplant van de rupsen is de Aristolochia foveolata. De vlinders leven van rottend fruit en nectar. Ook worden de mannetjes vaak water drinkend aan rivieroevers gezien.

## Verspreiding
De vlinder komt voor in Maleisië, de Filipijnen en op Borneo.

## Naamgeving
De vlinder is door Alfred Russel Wallace in 1855 vernoemd naar Sir James Brooke, de gouverneur van Sarawak.